# 6-os számú Országos Kéktúra szakasz
A 6-os számú Országos Kéktúra szakasz 41 km hosszúságú, a Balaton-felvidéken halad át Badacsonytördemic és Nagyvázsony között.
| jelzés | azonosító     | útvonal | hossz km | infók |
| ------ | ------------- | --- | -------- | ----- |
|        | OKT-061 I.6/1 | Badacsonytördemic-Szigliget vá. - Badacsonytördemic - Rodostó-ház - Bujdosók lépcsője - Ranolder kereszt - Egry József-kilátóhely - Hertelendy-emlék - Badacsony, Kisfaludy-kilátó - Köbölkút - Gulács - Káptalantóti | 10,8     |       |
|        | OKT-062 I.6/2 | Káptalantóti - Elő-rét - Öreg-hegy - Vár-kút (Csobánc) - Hári-dűlő - Köves-hegy - Mindszentkálla - Kőtenger - Velétei palotarom - Szentbékkálla                                                                       | 9,3      |       |
|        | OKT-063 I.6/3 | Szentbékkálla - Töttőskáli templomrom - Öreg-hegyi-kút - Eötvös Károly-kilátó - Nagy-Csere-kút - Kis-Csere-kút - Vaskapu - Öreg-hegy - Balatonhenye                                                                   | 6,8      |       |
|        | OKT-064 I.6/4 | Balatonhenye - Dománya - Külső-Harka - Pirkanc - Hamuházi-forrás - Csicsói erdészház | 6,1      |       |
|        | OKT-065 I.6/5 | Csicsói erdészház - Kinizsi Pál turistaút - Szentjakabfai-erdő - Viszont-völgy - Tálodi kolostorrom, Kinizsi-forrás - Szent Mihály-hegy - Pálos kolostorrom - Nagyvázsony                                             | 8,0      |       |

OKT = Országos Kéktúra